# Passione di Gesù

Caravaggio
Deposizione, 1602-1604
Musei Vaticani, Roma.

Con Passione di Gesù si intendono gli eventi subiti da Gesù nei suoi ultimi giorni di vita, culminati con la sua morte in croce. Insieme all'Incarnazione e alle successive Risurrezione e Ascensione, costituisce uno dei misteri centrali del cristianesimo.
Gli avvenimenti della Passione vengono celebrati dai cristiani di tutto il mondo nella "Settimana Santa", ossia la settimana che precede la Pasqua.
Le "narrazioni della Passione", in latino Passio, hanno origine dai Vangeli. L'uso sottende la radice etimologica, dal verbo latino patior, "patire" inteso come "soffrire". In seguito, il termine si è esteso per indicare il racconto del supplizio subito dai martiri.

## Avvenimenti
I vangeli canonici rappresentano le principali fonti relative agli avvenimenti del processo e della passione di Gesù. Si nota tra i vangeli una sostanziale concordanza negli eventi narrati ma anche differenze, in particolare relativamente alla cronologia.

### Cronologia tradizionale

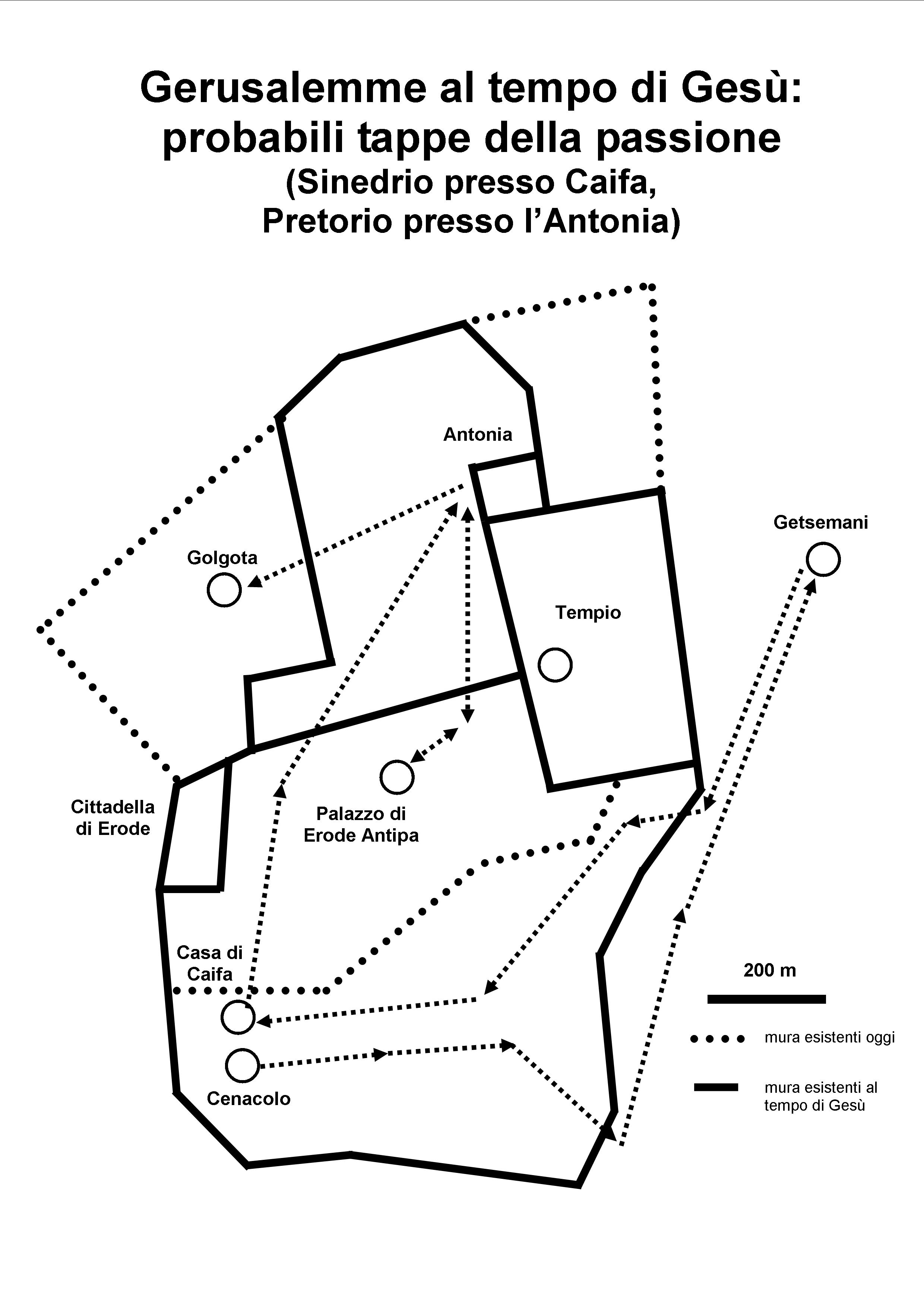
Probabili tappe della passione di Gesù.

Secondo la tradizione cristiana, fondata soprattutto sui tre vangeli sinottici, la Passione di Gesù si svolse secondo le seguenti tappe:
- la sera del giovedì, Gesù celebra la Pasqua ebraica con i suoi discepoli. Il presunto luogo di questa celebrazione (il Cenacolo) si trova sul monte Sion: oggi è poco al di fuori della città vecchia, ma al tempo di Gesù le mura seguivano un percorso diverso, più a sud, ed esso si trovava al loro interno.
- Terminata la cena, Gesù scende con i discepoli nella valle del torrente Cedron, appena fuori Gerusalemme, nel giardino del Getsèmani, dove si ritira in preghiera. Nel mentre, Giuda Iscariota va ad avvisare i sacerdoti e li conduce al Getsèmani, dove Gesù viene tratto in arresto. È ormai notte, infatti i soldati portano "torce e bastoni". Una parte del giardino esiste tuttora, e contiene anche alcuni ulivi che, secondo i botanici, hanno più di 2000 anni e quindi esistevano già al tempo di Gesù.
- Gesù viene poi condotto al palazzo del sommo sacerdote Caifa, dove viene processato dal Sinedrio. Giovanni riferisce anche di un primo interrogatorio in casa del suo predecessore, Anna. I resti del palazzo di Caifa sono stati trovati sul luogo dell'attuale chiesa di San Pietro in Gallicantu, che ricorda il triplice rinnegamento di Pietro apostolo: anche questo luogo si trova oggi fuori dalle mura, ma allora era all'interno. Vi si accedeva dalla valle del Cedron risalendo per una scala di cui un tratto si è conservato fino ad oggi.
- Il processo si svolge durante la notte e termina al canto del gallo, quando l'alba è ormai vicina. Alcuni contestano l'attendibilità del resoconto dei Vangeli con l'argomento che il Sinedrio, normalmente, non si riuniva di notte. A questa obiezione si può rispondere che i sacerdoti temevano che, processando pubblicamente Gesù, la folla si sollevasse per liberarlo; per questo lo processarono in segreto e con la massima fretta.
- La mattina del venerdì, appena si fa giorno, i sacerdoti conducono Gesù da Ponzio Pilato, che risiede nella Fortezza Antonia, all'angolo nord-occidentale della spianata del Tempio. Durante la mattina, secondo Luca, Pilato invia Gesù anche da Erode Antipa, il quale dopo averlo interrogato lo rimanda indietro. Secondo Giovanni, il processo presso Pilato si conclude "verso mezzogiorno", ma per i sinottici il processo davanti all'autorità romana fu più breve.
- Il percorso dal palazzo di Pilato al Golgota, dove oggi sorge la Basilica del Santo Sepolcro, è di alcune centinaia di metri e si può coprire in mezz'ora al massimo; è quindi ancora mezzogiorno, o poco più tardi, quando Gesù viene crocifisso (ancora prima, secondo Marco: Erano le nove del mattino quando lo crocifissero, Mc 15,25[Nota 1]). Il Golgota, al contrario del Cenacolo e del palazzo di Caifa, allora si trovava fuori città (le esecuzioni e le sepolture erano vietate nei centri abitati), mentre oggi è dentro le mura.

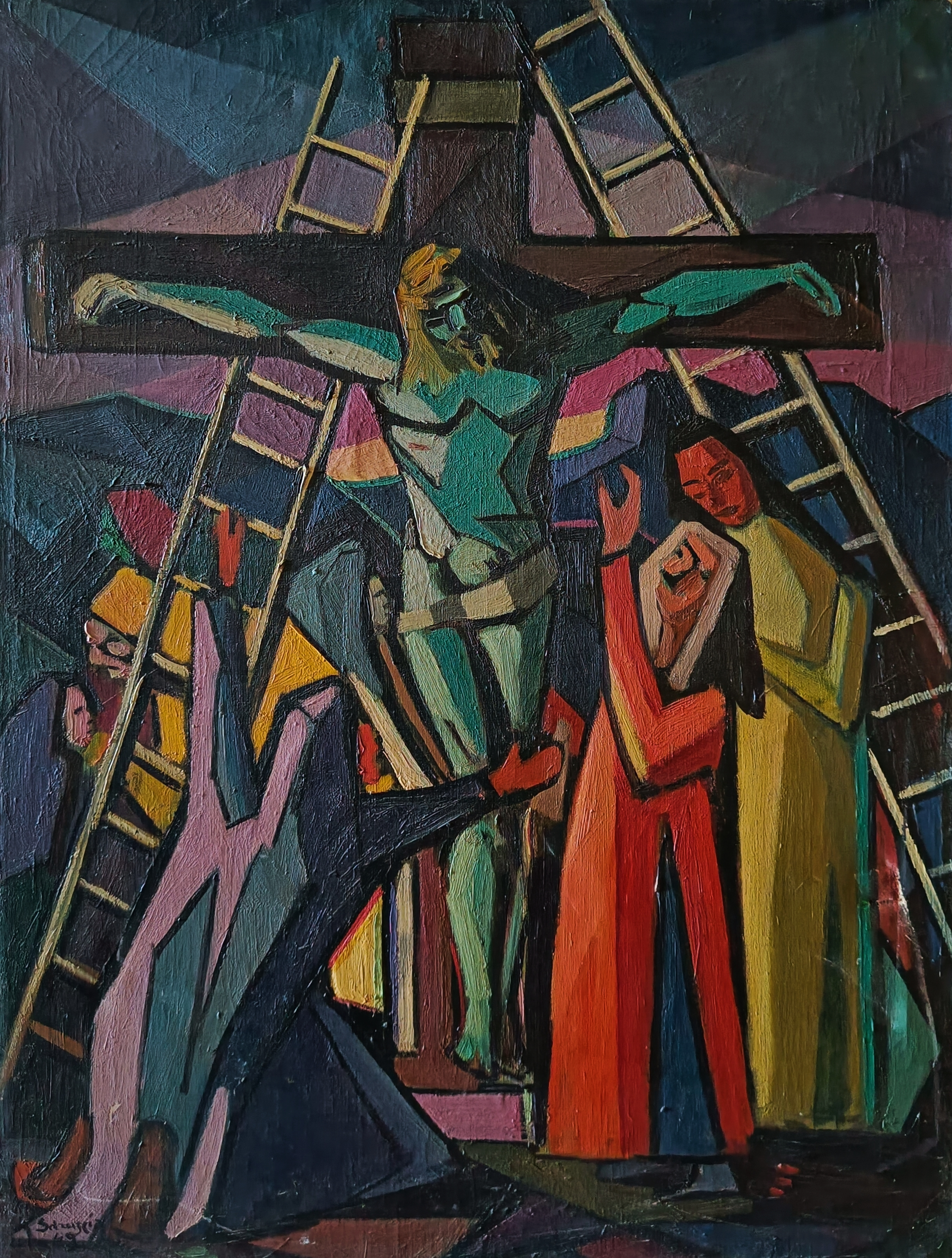
Crocifissione di Gesù dipinta da Achille Sdruscia, 1949

- Gesù muore la sera del 14 di Nisan, dopo il tramonto. Il riferimento della data si può trovare nel vangelo di Giovanni in cui si indica che era era la vigilia della Pasqua ebraica. Ogni anno il giorno corrispondente al 14 di Nisan cambia per via di alcune differenze tra il vecchio calendario ebraico ed il calendario Gregoriano che si utilizza nei nostri giorni. Tuttavia corrisponde ogni anno al giorno del mese in cui la Luna è nel suo giorno di massima pienezza, prima della sua fase successiva.
- Dopo la morte di Gesù, Giuseppe di Arimatea si reca da Pilato e gli domanda il suo corpo. Pilato, stupito che fosse già morto, manda a chiamare il centurione sul Golgota per interrogarlo: in questo modo trascorre probabilmente circa un'ora. Giuseppe, quindi, va a procurarsi il lenzuolo funebre per seppellire Gesù, spendendo altro tempo. Quando infine, insieme a Nicodemo, Giuseppe depone Gesù dalla croce, il tramonto è ormai imminente, e con esso l'inizio del riposo sabbatico: per fare presto, il corpo di Gesù viene quindi deposto in un sepolcro lì vicino. Secondo Matteo, temendo che i discepoli possano trafugare il corpo e annunciare la risurrezione, i sacerdoti spingono Pilato a ordinare che il sepolcro venga posto sotto sorveglianza da alcune guardie.

Esistono alcune discrepanze nella cronologia evangelica, specialmente tra Giovanni e i sinottici (vedi sotto).

### Cronologia lunga
È stata recentemente avanzata una cronologia alternativa, basata sull'ipotesi che Gesù abbia seguito per la cena pasquale il "calendario delle settimane", utilizzato a Qumran dagli Esseni, secondo il quale la Pasqua cadeva di mercoledì. In effetti, i vangeli narrano le varie fasi successive della Passione, ma non affermano mai esplicitamente a quali intervalli di tempo esse si siano succedute. L'unico dato affermato esplicitamente è la morte nella vigilia del sabato (che modernamente chiamiamo il venerdì). La Passione si sarebbe quindi svolta nell'arco di più giorni: Gesù avrebbe celebrato la Pasqua e sarebbe stato arrestato al martedì sera, quindi nei due giorni successivi si sarebbe svolto il processo davanti ai vari consessi (sinedrio, Pilato, Erode, Pilato) conclusosi con la sua crocifissione e morte il venerdì. 
Gli esegeti curatori del Nuovo Grande Commentario Biblico ritengono, comunque, che i "tentativi di armonizzare le due tradizioni, sostenendo che la versione giovannea seguiva un calendario esseno, secondo il quale la Pasqua iniziava al martedì sera e che il processo a Gesù era durato più di due giorni, non hanno nessuna conferma nella narrazione" e sottolineano come invece l'ipotesi più verosimile sia che le fonti della comunità giovannea differissero da quelle dei sinottici, riportando che "Gesù era stato crocifisso il venerdì 14 di Nisan, il giorno prima della Pasqua".

### Sinossi evangelica
La narrazione della Passione di Cristo è contenuta nei seguenti capitoli dei vangeli canonici:
| Eventi della Passione                        | Vangeli canonici | Vangeli canonici | Vangeli canonici | Vangeli canonici |
| Eventi della Passione                        | Matteo 26-27 | Marco 14-15 | Luca 22-23 | Giovanni 18-19 |
| -------------------------------------------- | --- | --- | --- | --- |
| Ultima Cena, Lavanda dei piedi, eucaristia   | La sera del "primo (giorno) degli Azzimi" ultima cena e istituzione dell'eucaristia (26,17-35)                                                                                                   | La sera del "primo giorno degli Azzimi" ultima cena e istituzione dell'eucaristia (14,12-26) | "Il giorno degli Azzimi... quando venne l'ora" ultima cena e istituzione dell'eucaristia (22,7-38) | "Prima della festa di Pasqua" ultima cena con lavanda dei piedi e molte pericopi discorsive proprie (13-17)                                              |
| Agonia di Gesù al Getsemani, Arresto di Gesù | Con i discepoli al Getsemani, allontanamento con Pietro e i figli di Zebedeo, preghiera (26,17-35)                                                                                               | Con i discepoli al Getsemani, allontanamento con Pietro, Giacomo e Giovanni, preghiera (14,32-42) | Con i discepoli al Monte degli Ulivi, preghiera con ematoidrosi (22,39-46) | Con i discepoli in un giardino al di là del Cedron (18,1)                                                                                                |
| Agonia di Gesù al Getsemani, Arresto di Gesù | Arresto operato da molta folla da parte dei gran sacerdoti e anziani guidata da Giuda che bacia Gesù (26,47-56)                                                                                  | Arresto operato da una folla da parte dei gran sacerdoti, scribi (farisei), anziani, guidata da Giuda che bacia Gesù (14,43-52)                                                                         | Arresto operato da una folla da parte dei sacerdoti, capi del tempio, anziani, guidata da Giuda che bacia Gesù (22,47-53)                                                                                             | Arresto operato da una coorte (romana? giudea?) e uomini da parte dei gran sacerdoti e farisei, guidata da Giuda (18,2-11)                               |
| Processo di Gesù                             | - | - | - | Condotto prima all'(ex) sommo sacerdote Anna suocero di Caifa (18,12-13), interrogatorio (18,19-23)                                                      |
| Processo di Gesù                             | Condotto al palazzo di Caifa, interrogatorio di fronte a lui, prima riunione del Sinedrio (di notte), Gesù si dichiara Figlio di Dio, condanna capitale per bestemmia, maltrattamenti (26,57-68) | Condotto al sommo sacerdote (Caifa), interrogatorio di fronte a lui, prima riunione del Sinedrio (di notte), Gesù si dichiara Figlio di Dio, condanna capitale per bestemmia, maltrattamenti (14,53-65) | Condotto alla casa del sommo sacerdote (Caifa) (22,54-55), maltrattamenti (22,63-65) | Anna lo invia da Caifa (18,24) |
| Processo di Gesù                             | Triplice rinnegamento di Pietro (26,69-75) | Triplice rinnegamento di Pietro (14,66-71) | Triplice rinnegamento di Pietro (22,55-62) | Triplice rinnegamento di Pietro (18,17.25-27) |
| Processo di Gesù                             | Seconda riunione del Sinedrio (al mattino) (27,1) | Seconda riunione del Sinedrio (al mattino) (15,1) | Prima ed unica riunione del Sinedrio (al mattino), interrogatorio, Gesù si dichiara Figlio di Dio, condanna (22,66-71)                                                                                                | - |
| Processo di Gesù                             | Condotto da Pilato (27,1-2) | Condotto da Pilato (15,1) | Condotto da Pilato (23,1) | Al mattino condotto da Pilato nel Pretorio (18,28) |
| Processo di Gesù                             | Morte di Giuda (27,3-10) | - | - | - |
| Processo di Gesù                             | Interrogatorio di Pilato, Gesù Re dei Giudei (27,11-14) | Interrogatorio di Pilato, Gesù Re dei Giudei (15,2-5) | Interrogatorio di Pilato, Gesù Re dei Giudei, Pilato lo giudica innocente (23,2-5) | Interrogatorio di Pilato in privato, Gesù Re dei Giudei, Pilato lo giudica innocente (18,28-38)                                                          |
| Processo di Gesù                             | - | - | Pilato lo invia a Erode, maltrattamenti da parte sua e dei suoi soldati, rinvio da Pilato (23,6-12) | - |
| Processo di Gesù                             | Intervento della moglie di Pilato, liberazione di Barabba, il popolo invoca la crocifissione, Pilato lo trova innocente e si lava le mani, flagellazione (27,15-26)                              | Liberazione di Barabba, il popolo invoca la crocifissione, Pilato lo trova innocente, flagellazione (15,6-15)                                                                                           | Pilato lo trova innocente, annuncia di voler castigare severamente (flagellazione) Gesù e poi rilasciarlo, il popolo invoca la crocifissione, Pilato ribadisce la non colpevolezza, liberazione di Barabba (23,13-25) | Liberazione di Barabba, flagellazione (18,39-19,1) |
| Coronazione di spine                         | Maltrattamenti e coronazione di spine da parte della coorte (romana) nel pretorio (27,27-31) | Maltrattamenti e coronazione di spine da parte della coorte (romana) nel cortile-pretorio (15,16-20) | - | Maltrattamenti e coronazione di spine da parte dei soldati (romani) (19,2-3)                                                                             |
| Ecce Homo                                    | - | - | - | Ecce Homo, nuovo colloquio privato Pilato-Gesù, i sacerdoti e il popolo invocano la crocifissione, ora sesta (sei del mattino, computo romano) (19,4-15) |
| Salita al Calvario                           | Salita al Calvario con la croce, aiuto di Simone di Cirene (27,32) | Salita al Calvario con la croce, aiuto di Simone di Cirene (15,21) | Salita al Calvario con la croce, aiuto di Simone di Cirene, incontro con le pie donne (23,26-32) | Salita al Calvario con la croce senza l'aiuto di Simone di Cirene (19,16-17)                                                                             |
| Crocifissione di Gesù, Ultime parole di Gesù | Crocifissione sul Golgota-Cranio con due briganti, buio dall'ora sesta (mezzogiorno), morte all'ora nona (tre di pomeriggio) (27,33-50)                                                          | Crocifissione sul Golgota-Cranio all'ora terza (nove di mattino) con due briganti, buio dall'ora sesta (mezzogiorno), morte all'ora nona (tre del pomeriggio) (15,22-37)                                | Crocifissione sul Cranio con due malfattori, buon ladrone, buio dall'ora sesta (mezzogiorno) con eclissi solare, squarcio del velo del tempio prima che Gesù spiri, morte (23,33-46)                                  | Crocifissione sul Cranio-Golgota con altri due, morte (19,18-30)                                                                                         |
| Crocifissione di Gesù, Ultime parole di Gesù | Dio mio, Dio mio, perché mi hai abbandonato? (27,46) | Dio mio, Dio mio, perché mi hai abbandonato? (15,34) | Padre, nelle tue mani consegno il mio spirito. (23,46) | Tutto è compiuto!(19,30) |
| Crocifissione di Gesù, Ultime parole di Gesù | Squarcio del velo del tempio dopo che Gesù è spirato, terremoto, risurrezioni di santi, testimoni (27,51-56)                                                                                     | Squarcio del velo del tempio dopo che Gesù è spirato, testimoni (15,38-41) | Testimoni (23,47-49) | Colpo di lancia senza spezzare le gambe (19,31-37) |
| Deposizione di Gesù                          | Deposizione nel sepolcro (27,57-61) | Deposizione nel sepolcro (15,42-47) | Deposizione nel sepolcro (23,50-56) | Deposizione nel sepolcro (19,38-42) |
| Deposizione di Gesù                          | Soldati (ebrei) di guardia alla tomba (27,62-66) | - | - | - |

Ciascun evangelista presenta la passione di Gesù in maniera corrispondente alla sua cristologia:
- In Marco la passione e morte di Gesù, raccontate con crudezza, sono rivelazione della sua identità di Figlio di Dio, secondo quanto scopre il centurione romano (15,39[77]).
- In Matteo c'è attenzione al compimento della scrittura, e Gesù è mostrato pregando con il salmo 22(21) (27,46[78]). Alla sua morte si compiono i segni escatologici della oscurità, dei sepolcri aperti e della risurrezione dei giusti.
- In Luca il Gesù sofferente è il salvatore misericordioso, che perdona i suoi uccisori (23,34) e accoglie il malfattore pentito nel suo regno (23,43[79]).
- In Giovanni è il Signore che non mostra segni di sofferenza. Egli compie le scritture (19,24.28.36[80]), mette a disposizione il dono dello Spirito (19,30[81]), e si riveste dei segni della regalità, come appare dai seguenti versetti:
  - la corona di spine (19,2[82])
  - la porpora, tessuto regio (19,2[83])
  - Pilato lo fa sedere nel tribunale, nel luogo detto litostroto, che era la sede da cui venivano emessi i giudizi (19,13[84])
  - Le parole di Pilato: "Metterò in croce il vostro re?" (19,15[85])
  - L'annotazione della scritta "Gesù il Nazareno, il re dei Giudei", che i giudei non vogliono e che Pilato conferma (19,19[86])
  - L'assenza di ogni grido dalla croce: invece colpisce la serenità con cui affida la madre al discepolo (19,25-27[87])

Verosimilmente ci sono altri racconti della passione nei vangeli apocrifi, che sono testi molto più tardi (III-IV secolo). Sono quindi ritenuti più incerti nei dati storici che forniscono, e in essi la prospettiva teologica assume una rilevanza ancora maggiore che nei vangeli canonici.

## Discrepanze nei racconti evangelici
Esistono alcune discrepanze che a detta di alcuni autori sarebbero difficilmente conciliabili tra le narrazioni della passione di Gesù dei quattro vangeli, in particolare tra la narrazione di Marco (su cui si basano anche gli altri due sinottici, Matteo e Luca) e quella di Giovanni.

### Differenze nella cronologia
La principale differenza riguarda la data della crocifissione: in Marco Gesù muore il 15 nisan, in Giovanni il giorno prima, il 14 nisan. Gli autori antichi lavoravano spesso senza poter consultare archivi o dati ufficiali, il che in parte spiega i margini di incertezza con cui devono confrontarsi gli studiosi moderni.
Giovanni si discosta da Marco anche in merito all'ora in cui Gesù venne crocifisso: infatti, secondo il Vangelo di Marco la crocifissione fu alle 9 di mattina, mentre secondo quello di Giovanni avvenne successivamente al mezzogiorno, ovvero oltre tre ore dopo; anche gli esegeti del "Nuovo Grande Commentario Biblico" evidenziano che "la cronologia di Marco è in conflitto con quella di Gv19,14, secondo la quale Gesù venne condannato «circa all'ora sesta» (mezzogiorno)" e quindi venne crocifisso solo dopo tale condanna e la successiva salita al Calvario, mentre Marco fa riferimento alle 9 di mattina proprio per l'ora della crocifissione. Qualche copista, nei primi secoli, avrebbe tentato di correggere l'incongruenza nel passo di Giovanni, mutando il riferimento temporale da "ora sesta", cioè mezzogiorno, a "ora terza", cioè le 9 di mattina, per renderlo omogeneo con il passo di Marco.
In tutti i vangeli canonici, la morte di Gesù avviene in occasione della festa della Pasqua ebraica, la Pesach. Questa festa, che ricordava l'uscita degli Ebrei dall'Egitto narrata nel libro dell'Esodo, prevedeva un giorno di preparazione alla festa, la cena della Pasqua e il giorno di Pasqua. Nel giorno di preparazione della Pasqua, gli Ebrei portavano un agnello al Tempio (o più frequentemente lo acquistavano lì) per farlo sacrificare, poi tornavano a casa e preparavano una cena particolare carica di simboli collegati all'esodo (carne di agnello, erbe amare per ricordare la schiavitù in Egitto, pane azzimo per ricordare la fretta nell'uscita dall'Egitto, e diverse coppe di vino rituali). Giunto il tramonto, che secondo la tradizione in vigore presso gli Ebrei indicava l'inizio del giorno di Pasqua, si consumava il pasto pasquale.
In Marco le preparazioni per l'ultima cena avvengono il giorno prima di Pesach (14,12-16): l'ultima cena è quindi la cena di Pesach, consumata alla sera, quando è iniziato il giorno della Pesach (14,17-25). Giovanni, invece, fa coincidere l'ultima cena con il pasto precedente a quello della festa di Pesach (13,1): narra infatti che il pasto di Pesach deve essere ancora consumato (13,29), e che coloro che arrestarono Gesù non vollero entrare nel pretorio di Pilato per non diventare ritualmente impuri e poter quindi mangiare il pasto di Pesach (18,28); si dice inoltre, quando Pilato consegna Gesù ai giudei, che «era la Preparazione della Pasqua» (19,14).
Questa differenza ha un significato teologico. Mentre in Marco Gesù mangia con i propri discepoli il pasto della Pasqua ebraica la sera prima di morire, durante il quale istituisce l'eucaristia, in Giovanni Gesù è identificato con l'agnello di Dio, e infatti muore sulla croce proprio nel momento in cui gli agnelli della Pasqua sono sacrificati nel tempio (Vangelo secondo Giovanni, 19,31); questo implica anche che l'ultima cena descritta in Giovanni non è la cena di Pasqua, come indicato in Marco.
Gli studiosi sono divisi riguardo alla scelta della versione più corretta storicamente tra le due. Quelli che sostengono la versione di Giovanni fanno riferimento all'improbabilità che si tenessero giudizi ed esecuzioni durante la festa più importante degli Ebrei e affermano che la celebrazione della cena di Pasqua non sembra essere compatibile con la parte centrale del racconto di Marco (14,22-25) e di quelli delle altre tradizioni sull'ultima cena (Prima lettera ai Corinzi, 11,23-26; Didaché, 9-10). Coloro che sostengono la datazione di Marco affermano che non sarebbe spiegabile il motivo per il quale l'autore avrebbe dovuto rimuovere la connessione tra Gesù e gli agnelli della Pesach e che la versione di Marco è quella più antica e meno carica di argomenti teologici successivi.
Gli esegeti del "Nuovo Grande Commentario Biblico" sottolineano che la discrepanza tra le due cronologie, giovannea e sinottica, "suscita notevoli problemi" e ritengono che sia corretta solo quella riportata da Giovanni - ovvero che Gesù morì il giorno prima, quello della Preparazione, e non durante la Pasqua come indicato dai sinottici - anche "perché è difficile pensare che i sommi sacerdoti e gli scribi si siano comportati così come fecero, il primo giorno di Pasqua"; di analogo parere sono lo storico John Dominic Crossan, tra i cofondatori del Jesus Seminar, e lo storico e teologo Rudolf Bultmann.
Un'altra divergenza si verificherebbe per il fatto che secondo Marco e Matteo il sinedrio si riunì due volte - una di notte e una al mattino - mentre, secondo Luca, una volta sola al mattino. Gli esegeti curatori del "Nuovo Grande Commentario Biblico" evidenziano come "il racconto lucano del processo differisce notevolmente da quello di Marco" e gli studiosi dell'interconfessionale Bibbia TOB sottolineano come "questa seduta del mattino [di Luca] corrisponde a quella della notte in Mt e Mc"; i citati studiosi del Commentario ritengono come la discrepanza storica sia spiegabile secondo la teologia lucana che avrebbe modificato gli eventi al fine "di descrivere un solenne, valido e formale processo di Israele contro Gesù", in quanto "Luca sottolinea il fatto che Gesù, profeta di Dio, viene respinto dall'intero gruppo dirigente di Israele" e aggiungono come "questa tendenza faceva probabilmente parte dello sforzo generale dei cristiani di diminuire il coinvolgimento dei Romani nella morte di Gesù e di accrescere quello dei Giudei". 
 Il Vangelo secondo Giovanni - secondo gli esegeti della École biblique et archéologique française (i curatori della Bibbia di Gerusalemme) - a differenza dei sinottici, ritiene invece che non vi fu alcun processo davanti al sinedrio prima che Gesù fosse consegnato a Pilato e "il sinedrio si riunirà effettivamente e deciderà la morte di Gesù, ma molto prima del suo arresto e in sua assenza".

### Altre differenze
- Il triplice rinnegamento di Pietro[117] in Luca è posto prima della comparizione di Gesù di fronte al sinedrio, al contrario di Marco e Matteo che lo pongono solo dopo tale comparizione.[Nota 4] Sempre in merito a tale episodio, Marco riporta che il gallo canta due volte dopo che Pietro ha rinnegato Gesù, a differenza di Matteo e Luca in cui il gallo canta una volta sola dopo tale rinnegamento.[Nota 5] Gli esegeti della École biblique et archéologique française (i curatori della Bibbia di Gerusalemme) ritengono che ciò sia dovuto all'unione di più fonti e tradizioni in base a cui Marco ha riportato un duplice canto del gallo, a differenza di "Matteo e Luca che hanno soppresso il primo canto del gallo"; tali esegeti ritengono anche probabile vi fosse "un racconto primitivo che conteneva solo un rinnegamento" ma la "combinazione con due racconti paralleli, provenienti da altre tradizioni, ha prodotto la cifra tradizionale di tre rinnegamenti".[118][119]
- In Giovanni, la flagellazione avviene prima della fine del processo davanti a Ponzio Pilato;[120] in Matteo e Marco, dopo la fine del processo, subito prima che Pilato consegni Gesù ai soldati per la crocifissione.[121] Gli esegeti dell'interconfessionale Bibbia TOB notano, in merito a tale discrepanza storica, come Giovanni teologicamente "considera senza dubbio gli eventi in un altro modo e suggerisce che si veda in Gesù l'uomo vero che, con questa stessa umiliazione, inaugura la regalità messianica".[122]
- Secondo i vangeli sinottici,[123] Gesù fu aiutato da un certo Simone di Cirene a portare la croce dall'uscita del praetorium,[124] subito dopo la condanna, fino al Golgota; secondo invece Giovanni,[125] la croce fu portata dal solo Gesù dalla partenza fino al Golgota.[126] Gli esegeti curatori del "Nuovo Grande Commentario Biblico" sottolineano inoltre come "Giovanni non riporta nessuno degli episodi avvenuti durante il tragitto verso il luogo della crocifissione, contenuti negli altri vangeli"; gli stessi studiosi spiegano la discrepanza storica, in merito all'aiuto da parte di Simone di Cirene, ritenendo che Giovanni non fosse a conoscenza di tale tradizione o, a livello teologico, che tale evangelista "scelse di far portare la croce a Gesù per significare che egli aveva ancora il pieno controllo del proprio destino".[127]
- Nei Vangeli di Matteo e Marco[128] entrambi i malfattori insultano Gesù, mentre in Luca[129] uno dei due mostra compassione nei suoi confronti; tale divergenza viene vista dagli studiosi, anche cristiani, come un'evoluzione letteraria delle tradizioni,[Nota 6] che a volte arricchiva il materiale precedente.[130][131][132]
- Nei Vangeli di Matteo e Marco le ultime parole di Gesù sono una citazione del salmo 22,1[133] (LXX 21,1[134]), "«Dio mio, Dio mio, perché mi hai abbandonato?»"; secondo Luca Gesù disse, citando il salmo 31,5[135] (LXX 30,6[136]), "«Padre, nelle tue mani consegno il mio spirito»"; Giovanni riporta la frase "«Tutto è compiuto»". I vangeli di Luca[137] e Giovanni[138] precisano, inoltre, che - subito dopo aver pronunciato le ultime parole attribuitegli - Gesù immediatamente spirò. In merito a tali divergenze, lo storico John Dominic Crossan, tra i cofondatori del Jesus Seminar, ritiene molti episodi della passione "profezie storicizzate piuttosto che storia ricordata"[139] e anche lo storico e teologo cristiano Rudolf Bultmann evidenzia come questi passi siano "fortemente trasformati da elementi leggendari" e riportati dagli evangelisti in base alle proprie motivazioni teologiche.[Nota 7][140] Anche una delle frasi attribuite, solo in Luca, a Gesù in croce - «Padre, perdonali, perché non sanno quello che fanno»[141] - è omessa da importanti manoscritti di tale vangelo e il teologo cristiano Raymond Brown commenta che "è ironico che una delle frasi forse più belle in tutta la passione debba essere dubbia a livello documentale".[142][143]
- In Marco e Matteo, il velo del Tempio si squarcia solo dopo che Gesù è già morto,[144] in Luca quando Gesù è ancora vivo;[145] le due versioni sono temporalmente inconciliabili.[6] L'evento è citato in tutti e tre i sinottici ma non in Giovanni o in alcuna fonte storica.

Tale episodio può essere quindi visto come non storico ma simbolico, ovvero la rimozione del velo "che separava da Dio tutti eccetto i sacerdoti [e] in Gesù, ora, tutti hanno accesso a Dio"

## Strumenti della Passione
Gli strumenti della Passione sono quegli oggetti che, secondo la tradizione, furono usati per la crocifissione di Gesù, come la croce, i chiodi, la corona di spine.
Secondo un'antica tradizione cristiana, gli strumenti della Passione furono ritrovati nel IV secolo da Elena, madre dell'imperatore Costantino I, poi considerata santa anche per questo motivo. Oggi diverse chiese in varie parti d'Europa affermano di possedere alcuni di questi oggetti.

## La Passione nella tradizione e nell'arte

### LaVia Crucis

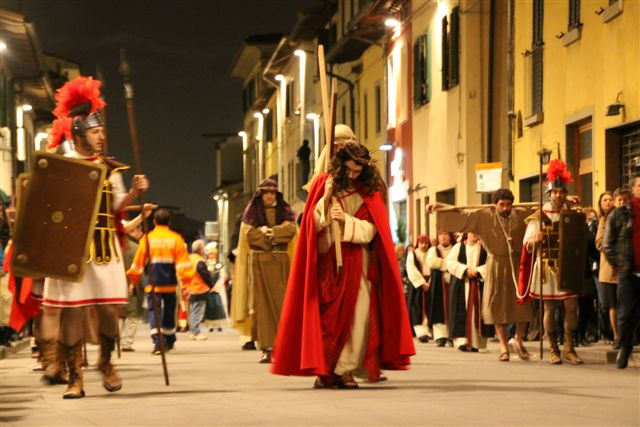
Un momento della Via Crucis di Campi Bisenzio.

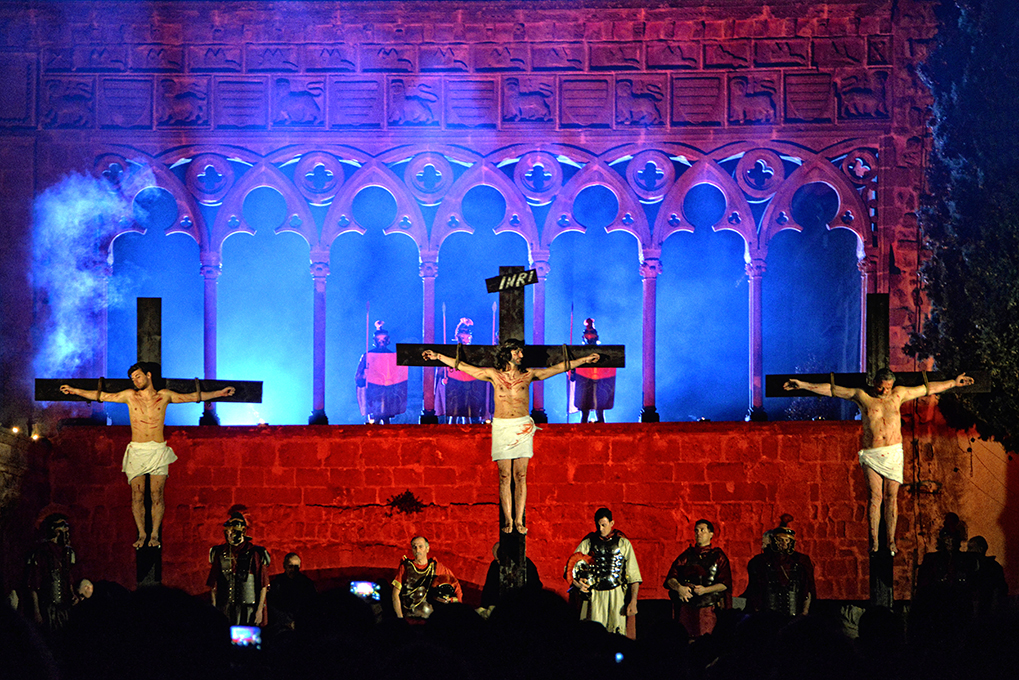
Rappresentazione a Viterbo, 2016

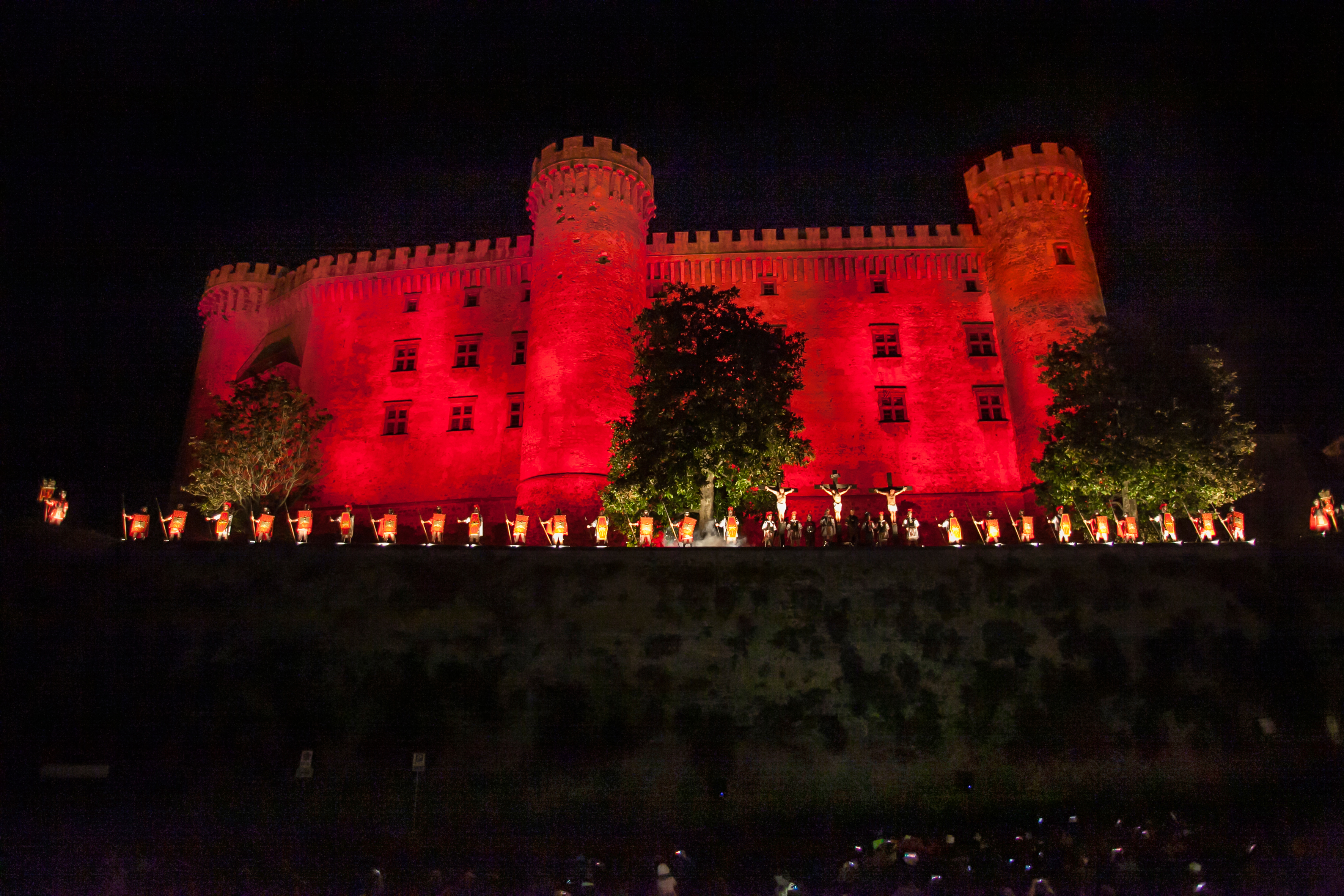
Un momento della crocifissione - Rione Monti Bracciano

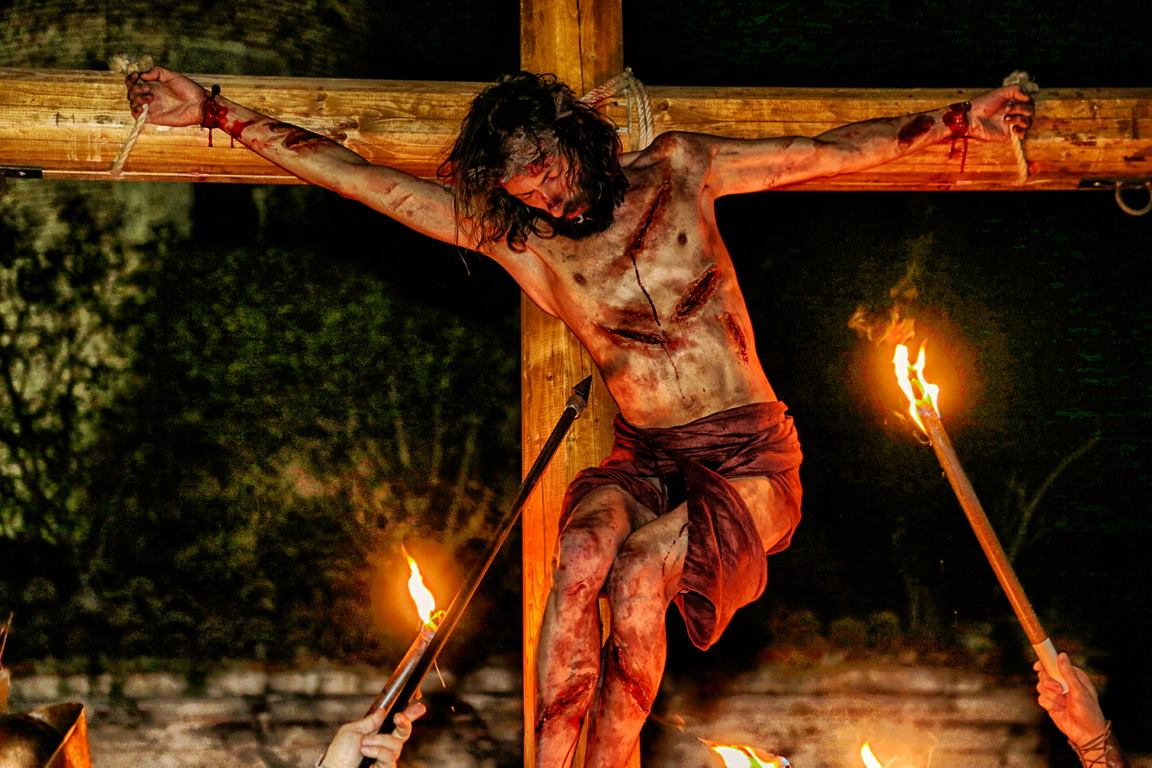
La Sacra Rappresentazione Medievale della Passione di Cristo di Ivrea- 2018

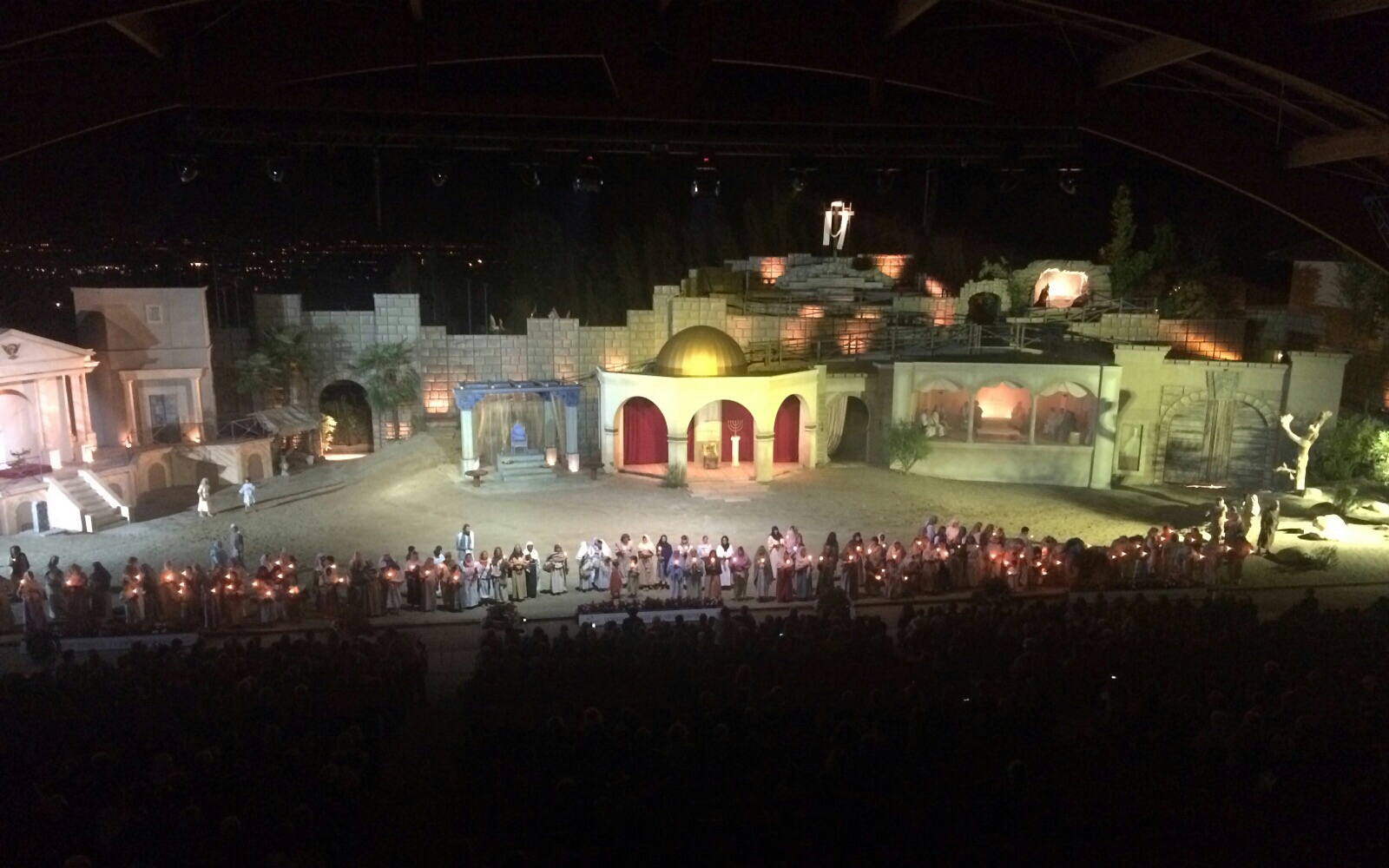
Anfiteatro della Passione a Sordevolo (2015)

La Via Crucis è un pio esercizio della Chiesa cattolica, con il quale i cristiani ricordano in preghiera il cammino di Gesù verso il Golgota portando la sua croce. Essa si compone tradizionalmente di 14 stazioni, ognuna delle quali rievoca un momento della Passione (alcuni di questi sono attestati dai Vangeli, altri sono tramandati dalla tradizione).

### Episodi della Passione nell'arte
Innumerevoli sono le opere d'arte che ritraggono episodi della Passione. Tra i più rappresentati:
- l'ultima cena e la lavanda dei piedi;
- l'orazione nel Getsemani;
- l'arresto di Gesù e le varie fasi del suo processo;
- la flagellazione;
- la salita al Calvario;
- la crocifissione;
- la deposizione dalla croce (con le forme specifiche della Pietà e del Compianto sul Cristo morto).

### Componimenti musicali
- Passione secondo Giovanni
- Passione secondo Matteo
- Cristo sul Monte degli Ulivi (Beethoven)
- Via Crucis (Stefano Vagnini)
- Via Crucis (Franz Liszt)
- Via Crucis (Fabio Mengozzi)
- Stabat Mater (musica) posto in musica da oltre 400 compositori
- Le sette ultime parole del nostro Redentore in croce (Franz Joseph Haydn)

### Rappresentazioni sacre
- Sacra Rappresentazione della Passione del Signore di Marsala un tempo denominata Processione dei Misteri Viventi del Giovedì Santo di Marsala, istituita nel 1600 è una delle più antiche d'Italia, essa è organizzata da sempre dalla Confraternita di Sant'Anna di Marsala, peculiarità di questa rappresentazione è che i vari attori che interpretano i Cristi dei gruppi Gesù nel Getsemani (arresto) - Gesù da Erode - Ecce Homo e Gesù con la croce indossano una maschera raffigurante il volto del Signore;
- La Passione a Sordevolo

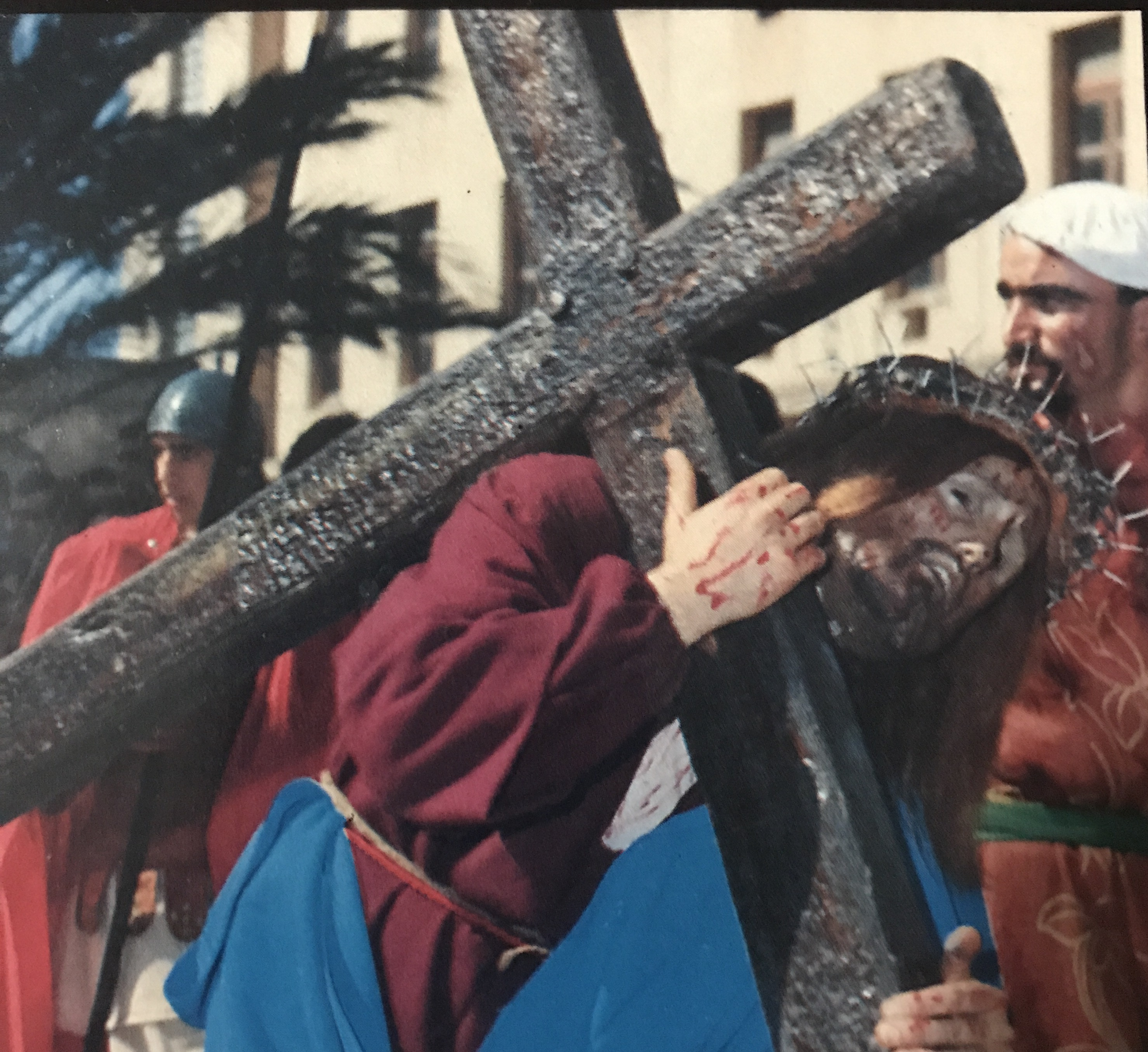
Gesù con la croce sulla via del calvario durante la Sacra Rappresentazione del Giovedì Santo che si svolge annualmente a Marsala (foto d'epoca anni 80)

- La Sacra Rappresentazione della Passione di Cristo è un evento annuale che si svolge a Macerata, organizzato dalla parrocchia di Santa Croce. Si tiene il sabato delle Palme, dando inizio agli eventi cittadini della Settimana Santa. La rappresentazione, che si snoda dal Monumento ai Caduti al sagrato della chiesa di Santa Croce, coinvolge circa un centinaio di volontari che, dall’inizio della Quaresima, si dedicano alle prove e alla preparazione delle scene. Le sacre scene, prevedono l’ingresso a Gerusalemme, l’Ultima Cena, il Getsemani, il processo, la via crucis e la crocifissione. [148]

### Film
- La passione di Cristo di Vittorio Calcina (1899)
- La passione di Cristo di regista italiano ignoto (1914)
- Christus di Giulio Antamoro (1916); primo lungometraggio italiano che ripercorre interamente la vita di Gesù.
- I.N.R.I. di Robert Wiene (1923)
- Il re dei re di Cecil B. DeMille (1927)
- Il re dei re di Nicholas Ray (1961)
- Jesus Christ Superstar (film) (1973)
- La passione di Cristo di Mel Gibson (2004)
- Su Re di Giovanni Columbu (2013)

### Riferimenti
1. ↑   Passione, su treccani.it. URL consultato il 22 giugno 2023.
2. ↑  Autori di riferimento: Annie Jaubert, Alberto Giglioli
3. ↑  Brown, 2002, p. 1274.
4. ↑  Riadattamento riassuntivo di Angelico Poppi, Sinossi quadriforme dei quattro vangeli, 1992.
5. ↑  Adriana Destro e Mauro Pesce, La morte di Gesù, Rizzoli, 2014, pp. 121-128, ISBN 978-88-17-07429-2.
6. 1 2  Bart D. Ehrman, Jesus, Interrupted - Revealing the Hidden Contradictions in the Bible, HarperCollins Publishers, 2009, pp. 51-52, ISBN 978-0-06-186327-1.
7. ↑  Bart Ehrman, Il Nuovo Testamento, Carocci Editore, 2015, p. 111, ISBN 978-88-430-7821-9.
8. ↑   Mt 26-27, su La Parola - La Sacra Bibbia in italiano in Internet.
9. ↑   Mc 14-15, su La Parola - La Sacra Bibbia in italiano in Internet.
10. ↑   Lc 22-23, su La Parola - La Sacra Bibbia in italiano in Internet.
11. ↑   Gv 18-19, su La Parola - La Sacra Bibbia in italiano in Internet.
12. ↑   Mt 26,17-35, su La Parola - La Sacra Bibbia in italiano in Internet.
13. ↑   Mc 14,12-26, su La Parola - La Sacra Bibbia in italiano in Internet.
14. ↑   Lc 22,7-38, su La Parola - La Sacra Bibbia in italiano in Internet.
15. ↑   Gv 13-17, su La Parola - La Sacra Bibbia in italiano in Internet.
16. ↑   Mt 26,17-35, su La Parola - La Sacra Bibbia in italiano in Internet.
17. ↑   Mc 14,32-42, su La Parola - La Sacra Bibbia in italiano in Internet.
18. ↑   Lc 22,39-46, su La Parola - La Sacra Bibbia in italiano in Internet.
19. ↑   Gv 18,1, su La Parola - La Sacra Bibbia in italiano in Internet.
20. ↑   Mt 26,47-56, su La Parola - La Sacra Bibbia in italiano in Internet.
21. ↑   Mc 14,43-52, su La Parola - La Sacra Bibbia in italiano in Internet.
22. ↑   Lc 22,47-53, su La Parola - La Sacra Bibbia in italiano in Internet.
23. ↑   Gv 18,2-11, su La Parola - La Sacra Bibbia in italiano in Internet.
24. ↑   Gv 18,12-13, su La Parola - La Sacra Bibbia in italiano in Internet.
25. ↑   Gv 18,19-23, su La Parola - La Sacra Bibbia in italiano in Internet.
26. ↑   Mt 26,57-68, su La Parola - La Sacra Bibbia in italiano in Internet.
27. ↑   Mc 14,53-65, su La Parola - La Sacra Bibbia in italiano in Internet.
28. ↑   Lc 22,54-55, su La Parola - La Sacra Bibbia in italiano in Internet.
29. ↑   Lc 22,63-65, su La Parola - La Sacra Bibbia in italiano in Internet.
30. ↑   Gv 18,24, su La Parola - La Sacra Bibbia in italiano in Internet.
31. ↑   Mt 26,69-75, su La Parola - La Sacra Bibbia in italiano in Internet.
32. ↑   Mc 14,66-71, su La Parola - La Sacra Bibbia in italiano in Internet.
33. ↑   Lc 22,55-62, su La Parola - La Sacra Bibbia in italiano in Internet.
34. ↑   Gv 18,17;18,25-27, su La Parola - La Sacra Bibbia in italiano in Internet.
35. ↑   Mt 27,1, su La Parola - La Sacra Bibbia in italiano in Internet.
36. ↑   Mc 15,1, su La Parola - La Sacra Bibbia in italiano in Internet.
37. ↑   Lc 22,66-71, su La Parola - La Sacra Bibbia in italiano in Internet.
38. ↑   Mt 27,1-2, su La Parola - La Sacra Bibbia in italiano in Internet.
39. ↑   Mc 15,1, su La Parola - La Sacra Bibbia in italiano in Internet.
40. ↑   Lc 23,1, su La Parola - La Sacra Bibbia in italiano in Internet.
41. ↑   Gv 18,28, su La Parola - La Sacra Bibbia in italiano in Internet.
42. ↑   Mt 27,3-10, su La Parola - La Sacra Bibbia in italiano in Internet.
43. ↑   Mt 27,11-14, su La Parola - La Sacra Bibbia in italiano in Internet.
44. ↑   Mc 15,2-5, su La Parola - La Sacra Bibbia in italiano in Internet.
45. ↑   Lc 23,2-5, su La Parola - La Sacra Bibbia in italiano in Internet.
46. ↑   Gv 18,28-38, su La Parola - La Sacra Bibbia in italiano in Internet.
47. ↑   Lc 23,6-12, su La Parola - La Sacra Bibbia in italiano in Internet.
48. ↑   Mt 27,15-26, su La Parola - La Sacra Bibbia in italiano in Internet.
49. ↑   Mc 15,6-15, su La Parola - La Sacra Bibbia in italiano in Internet.
50. ↑   Lc 23,13-25, su La Parola - La Sacra Bibbia in italiano in Internet.
51. ↑   Gv 18,39-19,1, su La Parola - La Sacra Bibbia in italiano in Internet.
52. ↑   Mt 27,27-31, su La Parola - La Sacra Bibbia in italiano in Internet.
53. ↑   Mc 15,16-20, su La Parola - La Sacra Bibbia in italiano in Internet.
54. ↑   Gv 19,2-3, su La Parola - La Sacra Bibbia in italiano in Internet.
55. ↑   Gv 19,4-15, su La Parola - La Sacra Bibbia in italiano in Internet.
56. ↑   Mt 27,32, su La Parola - La Sacra Bibbia in italiano in Internet.
57. ↑   Mc 15,21, su La Parola - La Sacra Bibbia in italiano in Internet.
58. ↑   Lc 23,26-32, su La Parola - La Sacra Bibbia in italiano in Internet.
59. ↑   Gv 19,16-17, su La Parola - La Sacra Bibbia in italiano in Internet.
60. ↑   Mt 27,33-50, su La Parola - La Sacra Bibbia in italiano in Internet.
61. ↑   Mc 15,22-37, su La Parola - La Sacra Bibbia in italiano in Internet.
62. ↑   Lc 23,33-46, su La Parola - La Sacra Bibbia in italiano in Internet.
63. ↑   Gv 19,18-30, su La Parola - La Sacra Bibbia in italiano in Internet.
64. ↑   Mt 27,46, su La Parola - La Sacra Bibbia in italiano in Internet.
65. ↑   Mc 15,34, su La Parola - La Sacra Bibbia in italiano in Internet.
66. ↑   Lc 23,46, su La Parola - La Sacra Bibbia in italiano in Internet.
67. ↑   Gv 19,30, su La Parola - La Sacra Bibbia in italiano in Internet.
68. ↑   Mt 27,51-56, su La Parola - La Sacra Bibbia in italiano in Internet.
69. ↑   Mc 15,38-41, su La Parola - La Sacra Bibbia in italiano in Internet.
70. ↑   Lc 23,47-49, su La Parola - La Sacra Bibbia in italiano in Internet.
71. ↑   Gv 19,31-37, su La Parola - La Sacra Bibbia in italiano in Internet.
72. ↑   Mt 27,57-61, su La Parola - La Sacra Bibbia in italiano in Internet.
73. ↑   Mc 15,42-47, su La Parola - La Sacra Bibbia in italiano in Internet.
74. ↑   Lc 23,50-56, su La Parola - La Sacra Bibbia in italiano in Internet.
75. ↑   Gv 19,38-42, su La Parola - La Sacra Bibbia in italiano in Internet.
76. ↑   Mt 27,62-66, su La Parola - La Sacra Bibbia in italiano in Internet.
77. ↑   Mc 15,39, su La Parola - La Sacra Bibbia in italiano in Internet.
78. ↑   Mt 27,46, su La Parola - La Sacra Bibbia in italiano in Internet.
79. ↑   Lc 23,43, su La Parola - La Sacra Bibbia in italiano in Internet.
80. ↑   Gv 19,24.28.36, su La Parola - La Sacra Bibbia in italiano in Internet.
81. ↑   Gv 19,30, su La Parola - La Sacra Bibbia in italiano in Internet.
82. ↑   Gv 19,2, su La Parola - La Sacra Bibbia in italiano in Internet.
83. ↑   Gv 19,2, su La Parola - La Sacra Bibbia in italiano in Internet.
84. ↑   Gv 19,13, su La Parola - La Sacra Bibbia in italiano in Internet.
85. ↑   Gv 19,15, su La Parola - La Sacra Bibbia in italiano in Internet.
86. ↑   Gv 19,19, su La Parola - La Sacra Bibbia in italiano in Internet.
87. ↑   Gv 19,25-27, su La Parola - La Sacra Bibbia in italiano in Internet.
88. ↑  Bart Ehrman, E Gesù diventò Dio, Nessun Dogma Editore, 2017, pp. 116-119, ISBN 978-88-98602-36-0.
89. ↑  Adriana Destro e Mauro Pesce, La morte di Gesù, Rizzoli, 2014, p. 168,185-186, ISBN 978-88-17-07429-2.
90. ↑  Bart D. Ehrman, Jesus, Interrupted - Revealing the Hidden Contradictions in the Bible, HarperCollins Publishers, 2009, ISBN 978-0-06-186327-1.
91. 1 2  Bruce Metzger e Bart Ehrman, Il testo del Nuovo Testamento, Paideia Editrice, 2013, p. 231, ISBN 978-88-394-0853-2.
92. 1 2 3  Jürgen Becker, James E. Crouch, Jesus of Nazareth, Walter de Gruyter, 1998, ISBN 3-11-015772-1, p. 23.
93. 1 2 3  Andrew T. Lincoln, The Gospel according to Saint John, Continuum International Publishing Group, 2005, ISBN 0-8264-7139-0, pp. 44-45.
94. ↑  Poi lo crocifissero e si divisero le sue vesti, tirando a sorte su di esse quello che ciascuno dovesse prendere. Erano le nove del mattino quando lo crocifissero ( Mc15,24-25, su laparola.net.).
95. ↑  Era la Preparazione della Pasqua, verso mezzogiorno. Pilato disse ai Giudei: «Ecco il vostro re!». Ma quelli gridarono: «Via, via, crocifiggilo!». [...] Allora lo consegnò loro perché fosse crocifisso. Essi allora presero Gesù ed egli, portando la croce, si avviò verso il luogo del Cranio, detto in ebraico Gòlgota, dove lo crocifissero e con lui altri due, uno da una parte e uno dall'altra, e Gesù nel mezzo ( Gv19,14-18, su laparola.net.).
96. ↑  Bart D. Ehrman, Jesus, Interrupted - Revealing the Hidden Contradictions in the Bible, HarperCollins Publishers, 2009, p. 27, ISBN 978-0-06-186327-1.
97. ↑  Brown, 2002, p. 819.
98. ↑   Mc 14,12-16, su La Parola - La Sacra Bibbia in italiano in Internet.
99. ↑   Mc 14,17-25, su La Parola - La Sacra Bibbia in italiano in Internet.
100. ↑   Gv 13,1, su La Parola - La Sacra Bibbia in italiano in Internet.
101. ↑   Mc 13,29, su La Parola - La Sacra Bibbia in italiano in Internet.
102. ↑   Gv 18,28, su La Parola - La Sacra Bibbia in italiano in Internet.
103. ↑   Gv 19,14, su La Parola - La Sacra Bibbia in italiano in Internet.
104. ↑   Gv 19,31, su La Parola - La Sacra Bibbia in italiano in Internet.
105. ↑   Mc 14,22-25, su La Parola - La Sacra Bibbia in italiano in Internet.
106. ↑   1Cor 11,23-26, su La Parola - La Sacra Bibbia in italiano in Internet.
107. ↑  Brown, 2002, p. 815.
108. ↑  John Dominic Crossan, Who killed Jesus?, HarperOne, 1995, p. 100, ISBN 978-0-06-061480-5.
109. ↑  Rudolf Bultmann, History of the Synoptic Tradition, Hendrickson Publisher, 1963, pp. 263-266, ISBN 1-56563-041-6.
110. ↑   Mc14-15; Mt26-27, su laparola.net..
111. ↑   Lc22-23, su laparola.net..
112. ↑  Bibbia di Gerusalemme, EDB, 2011, p. 2496, ISBN 978-88-10-82031-5.
113. ↑  TOB, Nuovo Testamento Vol.3, Elle Di Ci Leumann, 1976, pp. 118-119, 279.
114. ↑  Brown, 2002, p. 817.
115. ↑  TOB, Nuovo Testamento Vol.3, Elle Di Ci Leumann, 1976, p. 279.
116. ↑  Bibbia di Gerusalemme, EDB, 2011, p. 2546, ISBN 978-88-10-82031-5.
117. ↑   Mc14,66-72; Mt26,69-75; Lc22,56-62, su laparola.net..
118. ↑  Bibbia di Gerusalemme, EDB, 2011, p. 2428, ISBN 978-88-10-82031-5.
119. ↑  Bart D. Ehrman, Jesus, Interrupted - Revealing the Hidden Contradictions in the Bible, HarperCollins Publishers, 2009, pp. 7-8, ISBN 978-0-06-186327-1.
120. ↑   Gv19,1-16, su laparola.net..
121. ↑   Matteo 27,26; Mc15,15, su laparola.net..
122. ↑  Bibbia TOB, Nuovo Testamento Vol.3, Elle Di Ci Leumann, 1976, pp. 280, 351.
123. ↑   Mt27,31-34; Lc23,25-26; Mc15,20-22, su laparola.net..
124. ↑  "Mentre uscivano, incontrarono un uomo di Cirene" (Matteo); "Mentre lo conducevano via, presero un certo Simone" (Luca); "poi lo condussero fuori per crocifiggerlo. Allora costrinsero un tale che passava, un certo Simone di Cirene" (Marco).
125. ↑  Allora [Pilato] lo consegnò loro perché fosse crocifisso. Essi allora presero Gesù ed egli, portando la croce, si avviò verso il luogo del Cranio, detto in ebraico Gòlgota, dove lo crocifissero e con lui altri due, uno da una parte e uno dall'altra, e Gesù nel mezzo ( Gv19,16-18, su laparola.net.).
126. ↑  Bart Ehrman, Il vangelo del traditore, Mondadori, 2010, pp. 216-217, ISBN 978-88-04-59690-5.
127. ↑  Brown, 2002, p. 877.
128. ↑   Mt27,44-45; Mc15,27-33, su laparola.net.
129. ↑   Lc23,39-44, su laparola.net..
130. ↑  Rudolf Bultmann, Storia dei vangeli sinottici, EDB, 2016, p. 39, ISBN 978-88-10-55850-8.
131. ↑  Bart Ehrman, E Gesù diventò Dio, Nessun Dogma Editore, 2017, p. 136, ISBN 978-88-98602-36-0.
132. ↑  John Dominic Crossan, Who killed Jesus?, HarperOne, 1995, pp. 133-141, ISBN 978-0-06-061480-5.
133. ↑   Sal 22,1, su La Parola - La Sacra Bibbia in italiano in Internet.
134. ↑   Sal 21,1, su La Parola - La Sacra Bibbia in italiano in Internet.
135. ↑   Sal 31,5, su La Parola - La Sacra Bibbia in italiano in Internet.
136. ↑   Sal 30,6, su La Parola - La Sacra Bibbia in italiano in Internet.
137. ↑   Lc23,46, su laparola.net..
138. ↑   Gv19,30, su laparola.net..
139. ↑  John Dominic Crossan, Who killed Jesus?, HarperOne, 1995, pp. 158-159, ISBN 978-0-06-061480-5.
140. ↑  Rudolf Bultmann, Storia dei vangeli sinottici, EDB, 2016, pp. 273-274, ISBN 978-88-10-55850-8.
141. ↑   Lc23,34, su laparola.net..
142. ↑  Raymond E. Brown, The Death of the Messiah: From Gethsemane to the Grave. A Commentary on the Passion Narratives in the Four Gospels, Doubleday, 1994, p. 980.
143. ↑  John Dominic Crossan, Who killed Jesus?, HarperOne, 1995, p. 158, ISBN 978-0-06-061480-5.
144. ↑  "Ma Gesù, dando un forte grido, spirò. Il velo del tempio si squarciò in due, dall'alto in basso." ( Mc15,37-38, su laparola.net.) e " E Gesù, emesso un alto grido, spirò. Ed ecco il velo del tempio si squarciò in due da cima a fondo, la terra si scosse, le rocce si spezzarono" ( Mt27,50-51, su laparola.net.).
145. ↑  "Il velo del tempio si squarciò nel mezzo. Gesù, gridando a gran voce, disse: «Padre, nelle tue mani consegno il mio spirito». Detto questo spirò." ( Lc23,45-46, su laparola.net.).
146. ↑  Brown, 2002, p. 939.
147. ↑  Bart Ehrman, Prima dei vangeli, Carocci Editore, 2017, pp. 148-149, ISBN 978-88-430-8869-0.
148. ↑   Picchio News, Macerata, torna la sacra rappresentazione della Passione di Cristo: ecco percorso e orari - Picchio News - Il giornale tra la gente per la gente, su PicchioNews, 11 aprile 2025. URL consultato il 17 aprile 2025.